# Святой Пётр (линейный корабль, 1741)
«Святой Пётр» (до 25 ноября (6 декабря) 1741 года назвался «Иоанн») — парусный линейный корабль Балтийского флота Российской империи, один из кораблей типа «Слава России». Находился в составе флота с 1741 по 1756 год, принимал участие в русско-шведской войне 1741—1743 годов, в кампанию 1743 года был флагманским кораблём Кронштадтской эскадры. После войны неоднократно участвовал в практических плаваниях эскадр Балтийского флота, во время которых периодически выполнял роль флагманского корабля, учениях и торжественных мероприятиях, а по окончании службы был разобран.

## Описание судна
Представитель серии парусных двухдечных линейных кораблей типа «Слава России», самой многочисленной и одной из самых удачных серий линейных кораблей Российского императорского флота. Корабли этой серии строились с 1733 по 1774 год на верфях Санкт-Петербурга и Архангельска и принимали участие во всех плаваниях и боевых действиях российского флота в период с 1734 по 1790 год. Всего в рамках серии было построено 58 линейных кораблей. Все корабли серии обладали высокими мореходными качествами, хорошей маневренностью и остойчивостью.
Водоизмещение корабля составляло 1200 тонн, длина по сведениям из различных источников от 46,5 до 47,4 метра, ширина от 12,3 до 12,65 метра, а осадка от 5,4 до 5,48 метра. Вооружение судна составляли 66 орудий, включавшие двадцатичетырёх-, двенадцати- и шестифунтовые пушки, а экипаж состоял из 600 человек. Скорость судна при свежем ветре могла достигать восьми узлов.
Первоначально корабль был назван «Иоанн» в честь малолетнего императора Ивана IV Антоновича, правнука Петра I, находившегося на троне с 17 (28) октября 1740 года до 25 ноября (6 декабря) 1741 года. Однако  25 ноября (6 декабря) 1741 года был переименован в «Святого Петра» и стал одним из 18 парусных и парусно-гребных судов Российского императорского флота, носивших это наименование. Такое же наименование носила первая парусная яхта Петра I, в составе Балтийского флота несли службу ещё 5 одноимённых парусных линейных кораблей 1720, 1760, 1786, 1794 и 1799 годов постройки, один парусный фрегат 1710 года постройки и галера 1704 года постройки,  а также захваченный у шведов в 1704 году галиот, бригантина, купленная в 1787 году, и гукор, купленный в 1772 году. В составе Черноморского флота служил одноимённый бомбардирский корабль, переоборудованной в 1788 году из галиота «Тарантул», в составе Каспийской флотилии — 2 гекбота 1723 и 1726 годов постройки и  шнява 1746 года постройки, а в составе Охотской флотилии пакетбот 1740 года постройки, затем гукор, построенный в 1742 году из разбившегося одноимённого пакетбота и галиот 1768 года постройки.

## История службы
Линейный корабль «Иоанн» был заложен на верфях Санкт-Петербургского адмиралтейства 4 (15) ноября 1740 года и после спуска на воду 12 (23) августа 1741 года вошёл в состав Балтийского флота России. Строительство вёл корабельный мастер полковничьего ранга Д. Т. Щербачёв. 25 ноября (6 декабря) 1741 года после государственного переворота и восшествия на российский престол императрицы Елизаветы Петровны корабль был переименован в «Святого Петра».
Принимал участие в русско-шведской войне 1741—1743 годов. В кампанию 1742 года с 25 июля (5 августа) по 10 (21) октября участвовал в крейсерских плаваниях в Финском заливе, однако активного участия в боевых действиях не принимал. В кампанию следующего 1743 года был флагманским кораблем Кронштадтской эскадры под командованием адмирала Н. Ф. Головина. Во время стоянки на Кронштадтском рейде 7 (18) мая на корабль совершила визит императрица Елизавета Петровна. После чего эскадра до августа ушла в крейсерское плавание в Финский залив, а 7 (18) и 8 (19) июня корабли эскадры вели перестрелку с судами шведского флота у Гангута.
В 1744 году выходил в практические плавания в Финский залив в составе эскадры кораблей Балтийского флота. В кампанию 1746 года с 11 (22) июля по 13 (24) июля на корабле из Кронштадта в Ревель был доставлен гвардейский караул императрицы Елизаветы Петровны, после чего «Святой Пётр» с другими кораблями флота совершил плавание в залив Рогервик, а 22 июля (2 августа) и 23 июля (3 августа) того же года участвовал в показательных учениях у Ревеля. В 1747 и 1748 годах вновь находился в практических плаваниях в Финском заливе в составе флота под общим командованием вице-адмирала Я. С. Барша, при этом в кампании этих лет на корабле держал свой флаг командующий флотом.
В июне и июле 1749 года корабль находился в составе эскадры, которая осуществляла доставку имущества русского экспедиционного корпуса из Данцига в Ревель, во время плавания на корабле вновь держал свой флаг командующий флотом вице-адмирал Я. С. Барш. С 1750 по 1752 год корабль принимал участие в практических плаваниях эскадр кораблей Балтийского флота в Финском заливе. А 30 июля (10 августа) 1752 года также участвовал в торжественном открытии канала Петра Великого в Кронштадте, находился в составе эскадры кораблей, салютовавшей во время церемонии.
По окончании службы в 1756 году корабль «Святой Пётр» был разобран в Кронштадте.

## Командиры корабля
Командирами линейного корабля «Святой Пётр» в разное время служили:
- капитан полковничьего ранга Д. Герценберг (1742—1743 годы)[18];
- капитан полковничьего ранга Ф. Игнатьев (1744 год)[19];
- капитан полковничьего ранга И. Г. Черевин (1746 год)[20];
- капитан полковничьего ранга Д. Паддон (до 8 (19) августа 1747 года)[комм. 6][21];
- капитан Я. Фастиг (с 8 (19) августа 1747 года до 1749 года)[22];
- капитан полковничьего ранга затем капитан 1-го ранга Д. Герценберг (1750—1752 годы)[18].

### Комментарии
1. ↑  Также в серию входили два корабля «Северный Орёл» 1735 и 1763 годов постройки, два корабля «Ревель» 1735 и 1756 годов постройки, два корабля «Ингерманланд» 1735 и 1752 годов постройки, два корабля «Полтава» 1743 и 1754 годов постройки, два корабля «Святой Александр Невский» 1749 и 1762 годов постройки, два корабля «Москва» 1750 и 1760 годов постройки,  корабль «Святой Пётр» 1760 года постройки, корабли «Слава России» (головной корабль серии), «Леферм», «Счастие» (до 6 (17) декабря 1741 года назвался «Генералиссимус Российский»), «Благополучие» (до 6 (17) декабря 1741 года назвался «Правительница Российская»), «Основание Благополучия», «Екатерина», «Фридемакер», «Лесное», «Архангел Рафаил», «Святая великомученица Варвара», «Святой Сергий», «Святой Иоанн Златоуст» (в 1751 году был переименован в «Святой Иоанн Златоуст второй» в связи с постройкой одноимённого 80-пушечного корабля), «Архангел Гавриил», «Архангел Уриил», «Наталия», «Астрахань», «Рафаил», «Святой Иаков», «Не тронь меня», «Евстафий Плакида», «Святой Иануарий», «Саратов», «Тверь», «Трёх Иерархов», «Трёх святителей», «Европа», «Всеволод», «Ростислав», «Святой Георгий Победоносец», «Граф Орлов», «Память Евстафия», «Победа», «Виктор», «Вячеслав», «Дмитрий Донской», «Мироносиц», «Святой князь Владимир», «Александр Невский», «Борис и Глеб», «Преслава», «Дерись», «Ингерманландия», «Спиридон» и один корабль без названия 1758 года постройки.
2. ↑  155 футов 6 дюймов.
3. ↑  41 фут 6 дюймов.
4. ↑  18 футов.
5. ↑  В 1748 году до острова Готланда.
6. ↑  Англичанин на русской службе, сын шаутбенахта Джорджа Паддона, в российских документах также именовался Георгем Георгиевичем.